# George Walton (politik)
George Walton (1749 Cumberland County, Virginie – 2. února 1804 Augusta, Georgie) byl jeden z nejúspěšnějších právníků v Georgii. Byl tajemníkem Georgia Provincial Congressu (Zemský kongres Georgie) a stal se předsedou Council of Safety (Rady bezpečnosti). V roce 1776 působil jako delegát druhého kontinentálního kongresu ve Filadelfii a tuto funkci zastával do roku 1778. Dne 2. července 1776 hlasoval pro Deklaraci nezávislosti za stát Georgie spolu s Buttonem Gwinnettem a Lymanem Hallem. Byl guvernérem Georgie v letech 1779–1780 a 1789–1790, v letech 1783–1789 pracoval jako vrchní soudce.

## Životopis
George Walton se narodil v Cumberland County ve Virginii. Přesný rok Waltonova narození není znám; on sám tvrdil, že se narodil v roce 1749. Biografie signatářů Deklarace nezávislosti uvádí datum 1741. Jeho rodiče zemřeli, když byl kojencem, adoptoval ho jeho strýc, u kterého se začal učit tesařem. Po vyučení začal studovat. V roce 1769 se přestěhoval do Savannah v Georgii, kde pokračoval ve studiu práva u Mr. Younga. Právníkem se stal v roce 1774. V předvečer americké revoluce byl jedním z nejúspěšnějších právníků v Georgii. Waltonův bratr John podepsal v roce 1778 články o konfederaci Georgie Articles of Confederation spolu s Edwardem Telfairem a Edwardem Langworthym.

## Politická kariéra
V říjnu 1779 byl Walton poprvé zvolen guvernérem Georgie, ale úřad zastával pouze dva měsíce. V listopadu 1795 byl jmenován do Senátu Spojených států amerických, aby nahradil Jamese Jacksona, který rezignoval. Walton pracoval na této pozici pouze od 16. listopadu 1795 do 20. února 1796, dokud nebyl oficiálně zvolen nástupce za Jacksona Josiaha Tattnalla.
Byl politickým spojencem skotského generála Lachlana McIntoshe a nepřítelem Buttona Gwinnetta. Jejich politické potyčky vyústily v jeho vyloučení z funkce a obvinění z různých trestných činů. Později byl odsouzen za podporu duelu, který skončil smrtí Buttona Gwinnetta. Walton vyšetřoval skandál s prodejem pozemků v Yazoo (dnes část území Alabamy), obrovský podvod kterého se dopustil v polovině roku 1790 guvernér Georgie George Mathews spolu s Georgijským valným shromážděním). Kvůli skandálu James Jackson rezignoval na funkci v Senátu USA a vrátil se domů. Walton byl zvolen aby zaplnil volné místo, mezi Jacksonem a Waltonem vypukl spor o prodeji půdy spekulantům. Jackson vyhrál a Walton, který podporoval prodej, kancelář opustil.
V roce 1788 Alexander McGillivray, známý také jako Hoboi-Hili-Miko (15. prosince 1750 – 17. února 1793), byl vzdělaný vůdce indánů Muscogee (Creek). On a indiánské kmeny Creek Indian se setkali s vůdci Georgie u Rock Landing. Setkání nevyústilo v mírovou smlouvu. To vedlo guvernéra Waltona k obavám, že „naše vyhlídky na mír ustupují před válkou.“ Walton napsal plukovníkovi Jaredu Irwinovi a vyjádřil své znepokojení i překvapení nad nedávným indiánským pleněním poblíž řeky Oconee River. Smlouva u Rock Landing nebyla podepsána, smlouvou „Treaty of New York (1790)“ postoupili zástupci Creek Indiánů značnou část svých loveckých areálů, včetně půdy táhnoucí se k řece Oconee, Spojeným státům. Během 80. let 20. století se Walton věnoval téměř výhradně státní politice Georgie. Pracoval nejen jako vrchní soudce, ale také jako komisař pro vyjednávání smlouvy s indiány Cherokee (1783), členem rady komisařů v Augustě (1784 a 1785) a komisařem pro urovnání sporu o hranice mezi Jižní Karolínou a Georgií (1786). V roce 1787 byl zvolen za delegáta na Filadelfském ústavním konventu, ale účast odmítl, protože jeho stávající závazky mu zabíraly veškerý čas. V roce 1789 byl prezidentským voličem a spolupracoval na vytvoření a přijetí nové ústavy. Walton byl zvolen do druhého období jako guvernér v roce 1789, ve funkci byl jeden rok. Během toho období, Georgia přijala novou ústavu, Walton přestěhoval úřady do Augusty a určil ji jako hlavní město. Když skončil v roce 1790 ve funkci guvernéra, pracoval až do své smrti jako vrchní soudce. Byl zakladatelem a správcem Akademie Richmond County v Augustě a vysoké školy Franklin College (nyní University of Georgia) v Athens v Georgii.

### Přehled zastávaných úřadů
- Continental Congress (1776–1778)
- Plukovník First Georgia Militia (1778)
- Guvernér Georgia (1779–1780)
- U.S. Congress (1780–1781)
- Vrchní soudce státu Georgia (1783–1789)
- Guvernér Georgia (1789–1790)
- Senátor U.S. (1795–1796)

## Americká revoluce
Během americké revoluční války sloužil v praporu generála Roberta Howea jako plukovník First Georgia Militia. Během bitvy o Savannah v roce 1778 vedené britským generálem Archibaldem Campbellem byl Walton v boji zraněn a zajat. Britové jeho zranění nechali ošetřit a poslali ho do vězení v Sunbury, kde byli drženi i další zajatci. Walton byl nakonec vyměněn v říjnu 1779.

## Poznámka
1. ↑  Lachlan McIntosh (17. března 1725 – 20. února 1806) byl americký vojenský a politický vůdce původem ze Skotska během americké revoluce a raných Spojených států. V duelu 1777 smrtelně zastřelil Buttona Gwinnetta, signatáře Deklarace nezávislosti.V tomto článku byl použit překlad textu z článku Lachlan McIntosh na anglické Wikipedii.